# معهد الدراسات التجارية العليا بقرطاج

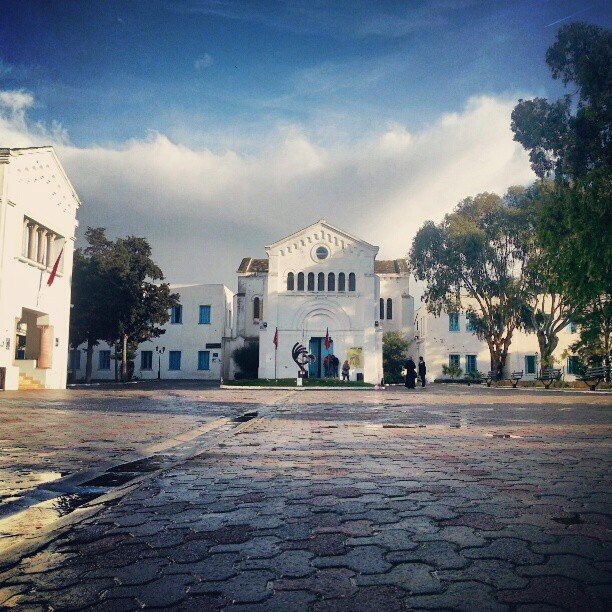
باحة معهد الدراسات التجارية العليا بقرطاج.

معهد الدراسات التجارية العليا بقرطاج (بالفرنسية: Institut des hautes études commerciales de Carthage تعرف أكثر باختصار IHEC Carthage) هي أول مدرسة تجارة وكلية أعمال في تونس، تطل على هضبة قرطاج المهيبة، أين أنشأت فيها في 1942.هذا المعهد هو جامعة عمومية تقع تحت إشراف جامعة قرطاج، وهو من بين المدارس التجارية الأكثر شهرة في أفريقيا لقيمة شهاداتها وشهرتها. صنف المعهد في المركز الأول في تونس، والسادسة في أفريقيا الفرانكوفونية في 2006.

## تاريخ المعهد
تأسست كلية قرطاج للدراسات التجارية العليا سنة 1942، وكانت تُعرف سابقًا باسم "مدرسة قرطاج للأعمال"، كأول مؤسسة جامعية متخصصة في إدارة الأعمال في تونس. وفي سنة 1967، تغيّر اسمها إلى "معهد قرطاج للدراسات التجارية العليا"، وتم تنظيمها لاحقًا وفقًا للقانون رقم 77-319 الصادر بتاريخ 30 مارس 1977.

## التنظيم
المدير
مدير الدراسات
الأمين العام
المجلس العلمي
مجلس التأديب
الأقسام

## النوادي والجمعيات
توجد 13 أندية طلابية في المعهد، تعمل بعضها كمؤسسات غير ربحية أو ربحية طلابية وهي:
- نادي معمل التصوير
- مؤسسة تسويق البحر الأبيض المتوسط في تونس الطلابية
- نادي ثورة الفن
- نادي إذاعة Liberated
- مؤسسة AIESEC غير الربحية
- نادي Enactus
- نادي رائدات الأعمال الشابات
- نادي الأكادمية المالية
- نادي 3ZERO
- نادي الأسود
- نادي الإستكشاف
- نادي Rotaract للمتطوعين
- نادي HECMUN

## أساتذة وخريجين مشهورين
| - نجيب بلقاضي - بثينة بن يغلان - سفيان بوهديبة - صلاح الدين بوقرة - سنية مبروك - عبد الرزاق الزواري - هيكل مقنم - علي الزواوي | - عائشة عطية - محمد مراد - هالة شيخ روحو - زياد العذاري - هشام بن أحمد - فاتن قلال - سليم خلبوس |

## مقالات ذات صلة
- جامعة قرطاج

## روابط خارجية
- الموقع الرسمي نسخة محفوظة 19 يونيو 2016 على موقع واي باك مشين..

## التاريخ

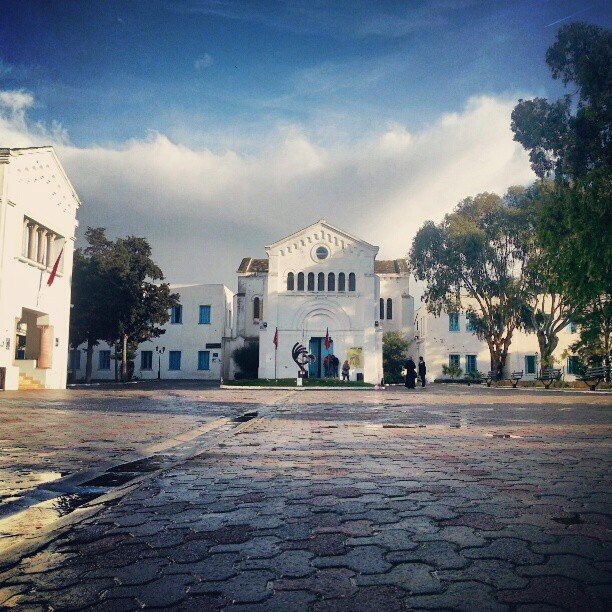
ساحة المفوضية العليا للانتخابات قرطاج.

تأسست كلية قرطاج للدراسات التجارية العليا سنة 1942، وكانت تُعرف سابقًا باسم "مدرسة قرطاج للأعمال"، كأول مؤسسة جامعية متخصصة في إدارة الأعمال في تونس. وفي سنة 1967، تغيّر اسمها إلى "معهد قرطاج للدراسات التجارية العليا"، وتم تنظيمها لاحقًا وفقًا للقانون رقم 77-319 الصادر بتاريخ 30 مارس 1977.